# Robert Fayrfax
Robert Fayrfax (Lincolnshire, 1464. április 23. – St Albans, 1521. október 24.) angol zeneszerző. VIII. Henrik udvarában szolgált. Mind az Oxfordi, mind a Cambridge-i Egyetem zenetudományi doktorátust adományozott neki (1511-ben, illetve 1504-ben. Hat miséje maradt fönn, közülük az O quam glorifica kezdetűt a cambridge-i doktori munkájául írta.